# Chaerephon johorensis
Chaerephon johorensis је врста сисара из реда слепих мишева (Chiroptera) и породице Molossidae.

## Распрострањење
Присутна је у следећим државама: Малезија и Индонезија.

## Станиште
Станиште врсте су шуме.

## Угроженост
Ова врста се сматра рањивом у погледу угрожености врсте од изумирања.